# 遠藤敦子
遠藤 敦子（えんどう あつこ、1971年9月2日 - ）は、SAYさくらんぼテレビジョンの元アナウンサー。2006年度までSAY開局当初から所属していた唯一のアナウンサーであった。

## プロフィール
山形県山形市出身。山形県立山形西高等学校、法政大学卒業。血液型、O型。星座、乙女座。趣味、読書・映画／舞台鑑賞。大学卒業後、1年あまり日本道路公団山形工事事務所に勤務し、その後2年間東京でOLをした後、さくらんぼテレビの入社試験に合格。ちなみに、当時の面接官はフジテレビアナウンサーの牧原俊幸だった。尊敬するアナウンサーは逸見政孝。
入社してすぐ『めざましテレビ』の初代山形担当リポーターに抜擢される。2004年3月まで7年間勤め上げ、その後海野麻実（のちにフジテレビ報道記者→現・フリー）→鈴木智子（現静岡第一テレビ）が歴任している。
妊娠により産休をとっていたが、同局報道部記者（役職は主任）へ移籍する形で復帰し、アナウンサーとしては10年の役目を終えた。

## 出演した番組
- 「SAYスーパータイム」（週末キャスター）
- 「SAYニュース ザ・ヒューマン」（週末キャスター）
- 「SAYスーパーニュース」（月曜-金曜16:55-19:00、お天気キャスター、のちにサブキャスター）
- 「SAYスピーク」（ローカル、月曜-金曜11:30-12:00、金曜日キャスター）
- 「めざましテレビ」（山形担当リポーター、1997年4月-2004年3月）
- 「めざましテレビ週末号」（同上、-1998年3月）
- 「新春女子アナスペシャル」（1998年-2000年、毎年正月）
- 「めざましテレビ公認 わがまま!気まま!旅気分」（SAY第1回、2001年 柳沢剛（仙台放送アナウンサー、当時）と共演）

ほか

## 関連人物
- 対馬孝之（かつての同僚、現青森朝日放送）
- 丹舞子（かつての同僚、高校の後輩）
- 林いくみ（かつての同僚）
- 杉卓弥（かつての同僚、2017年まではSAY中心的アナウンサー）
- 海野麻実（かつての同僚。めざましテレビ中継の後任）
- 山内亨（かつての同僚。開局時に仙台放送から一時出向して在籍。現仙台大学教授）